# 아즈치모모야마 시대
아즈치모모야마 시대(일본어: 安土桃山時代 아즈치모모야마 지다이[*])는 오다 노부나가와 도요토미 히데요시가 정권을 장악한 시대를 말한다. 연도상으로 따지면 1568년에서 1603년까지를 가리킨다. 센고쿠 시대(오닌의 난 이후의 말기 무로마치 시대)와 이 시대를 합쳐서 센고쿠시대라고도 한다.
이 시대의 구분은 1568년 오다 노부나가가 아시카가 요시아키를 받들어 교토에 입성한 때부터 1590년 도요토미 히데요시가 일본을 통일한 후 1592년 임진왜란을 일으킨 후 1598년 도요토미의 사망까지, 또는 1603년 에도 막부 설립 까지를 가리킨다.
1603년 도쿠가와 이에야스가 정권을 장악하면서 아즈치모모야마 시대는 끝나고 에도 시대가 시작되었다.

## 개요
오다 노부나가의 거성인 아즈치성과 도요토미 히데요시의 거성인 후시미성의 별칭인 모모야마성에서 유래한 이름이다. 특히 도요토미 가문이 일본 전국을 지배한 시기를 따로 '모모야마 시대'라고 부르기도 한다. 다만 이 모모야마(桃山)라는 이름은 에도시대에 후시미성을 철거하고 그 곳에 복숭아 나무를 심어서 지은 이름이므로, 실제로 모모야마성이라는 성은 존재하지 않았다.
그렇기 때문에 이름이 붙은 경위를 생각해 본다면 모모야마 시대보다 '후시미 시대'라고 부르는 게 옳다는 의견도 있다. 그리고, 애초 아즈치성도 존재한 기간이 3년 뿐이고, 후시미성도 완성 2년 후에 도요토미 히데요시가 사망하는 등 근거지 역할은 단기간이였기 때문에 이 이름을 기초로 시대 이름을 명명하는 게 옳지 않다는 의견도 있다.
그래서 근래 오다 노부나가와 도요토미 히데요시 이름 앞글자를 따서 쇼쿠호 시대(織豊時代)라고 부르는 사람이 많으며, 그들 세력을 쇼쿠호 정권·쇼쿠호 막부라고 지칭하기도 한다. 또는 도요토미 히데요시가 말년에 축조한 오사카성 이름을 붙여 '아즈치 오사카 시대'라는 이름과 당시 연호인 덴쇼(天正; 1573년~1593년)에서 유래한 '덴쇼 시대'라는 이름을 제안하는 사람도 있다.

## 연혁

### 오다 노부나가에 의한 정권의 확립

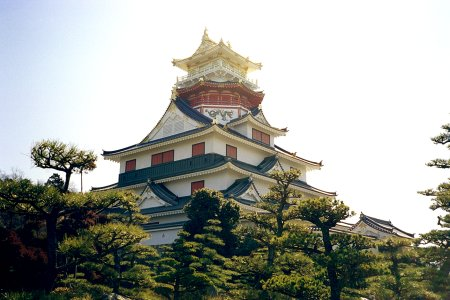
오다 노부나가의 아즈치성.

센고쿠 다이묘 중에서 오다 노부나가의 세력이 점차 강대하게 되었고, 아시카가 요시아키를 받들어 교토에 상경하면서 노부나가에 의한 정권의 운영이 시작되었다. 겐키 4년(1573년)에 아시카가 요시아키를 교토로부터 추방하여 무로마치 막부는 사실상 붕괴되었으며, 명실공히 오다 정권이 확립된다. 게다가 덴쇼(연호) 4년(1576년)에 아즈치성의 축성이 시작되어 오다 노부나가가 전 일본을 통일, 통치하려고 하였다. 이런 가운데, 노부나가의 지배에 의해 평화를 되찾은 교토를 중심으로 새로운 문화가 꽃 피어 갔다. 노부나가는 그 후도 세력을 확대해 일본 중앙부를 제압하기에 이르지만, 일본 통일을 앞두고 덴쇼 10년(1582년)에 일어난 혼노지의 변에 의해서 사망했다.

### 도요토미 히데요시의 치세

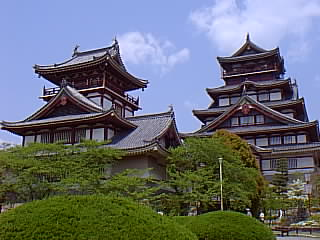
도요토미 히데요시의 후시미성.

오다 노부나가가 살해당하자 그의 뒤를 이은 도요토미 히데요시는 오사카를 중심으로 도호쿠와 규슈에 이르는 지역을 평정하였고, 천하통일을 완수하였다. 그리고, 히데요시는 중세적 지배체계·지배세력을 배제·억제하는 데 노력하였고, 태합검지를 통하여 기존의 토지제도인 장원·공령제를 없앴다. 전국이 통일되면서 정치와 경제는 안정되었고, 다이묘와 무사가 중심이 된 모모야마 문화가 꽃을 피우게 된다. 또한 도요토미는 문란해진 신분제도를 재확립했으며, 실권자인 간바쿠(關白)에 오르게 되었다.

### 도요토미 일가의 몰락
이러한 중 도요토미 히데요시는 영토확장과 국내 불순세력의 무력 소모를 위해 임진왜란을 일으키지만, 전쟁기간 중 생을 마감하였고, 일본군은 조선에서 철퇴당하였다. 이후 도요토미 정권내의 실권은 도쿠가와 이에야스가 장악하였고, 이에 이시다 미쓰나리를 중심으로 한 반이에야스 세력과 이에야스 세력간의 세키가하라 전투가 벌어진다. 이 전투에서 도쿠가와 이에야스는 승리하였고, 도요토미 가문은 점차 쇠퇴하였다.
1614년 오사카 성마저 함락당하자 도요토미 일가는 완전히 몰락하였다.

## 아즈치모모야마 시대를 소재로 하는 작품

### PC 및 콘솔 게임
- 태합입지전 시리즈

## 약사
- 1568년 - 노부나가의 교토 입성
- 1573년 - 무로마치 막부의 쇠퇴
- 1582년 - 히데요시의 일본 통일
- 1584년 - 이에야스와의 화해
- 1590년대 - 임진왜란
- 1600년 - 세키가하라 전투

## 같이 보기
- 프란치스코 하비에르
- 덴쇼 소년사절단
- 하세쿠라 쓰네나가
- 야마다 나가마사